# NGC 3110
NGC 3110 (NGC 3112, NGC 3518) é uma galáxia espiral (Sb) localizada na direcção da constelação de Sextans. Possui uma declinação de -06° 28' 29" e uma ascensão recta de 10 horas, 04 minutos e 01,9 segundos.
A galáxia NGC 3110 foi descoberta em 5 de Março de 1785 por William Herschel.